# Antipsichiatria

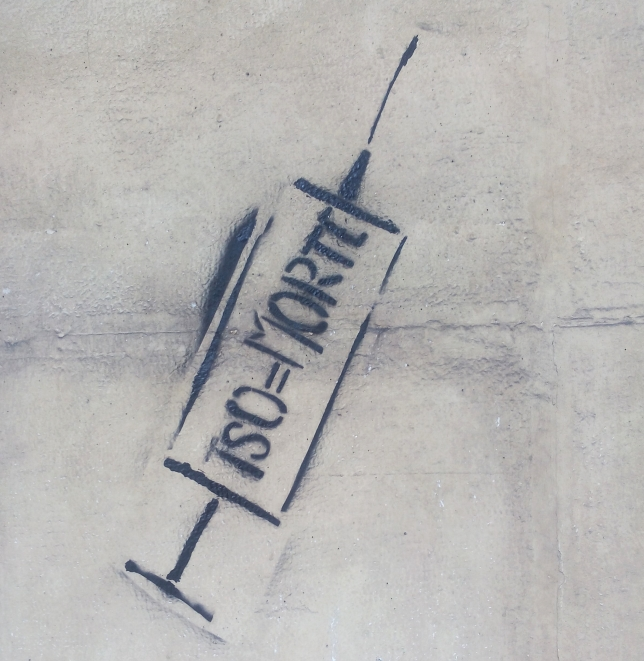
Graffito contro il T.S.O. (Torino)

L'antipsichiatria è un approccio alla psichiatria che si pone in contrasto con le teorie e le pratiche considerate prevalenti in tale disciplina in generale, nella biopsichiatria e nella psicoanalisi in particolare.

## Caratteristiche
Le critiche più comuni rivolte dai movimenti antipsichiatrici sostengono che la psichiatria utilizzerebbe concetti e strumenti medici impropriamente; che in alcuni casi di acuzie, con pericolo per sé o per altri, può trovarsi a dover trattare (all'interno comunque di un quadro di garanzie normative e cliniche ben precise) pazienti gravi non in condizione di intendere e di volere, e di cui quindi la volizione è alterata; che, come altri ambiti medici, sarebbe "compromessa" in ipotetici legami finanziari e professionali con l'industria farmaceutica; che utilizzerebbe un sistema di categorie di diagnosi "stigmatizzante" (il Manuale Diagnostico e Statistico dei Disturbi Mentali) con il disturbo mentale che in realtà può evolvere in svariati modi.
Malgrado il nome, il movimento è spesso visto esso stesso come promotore di una forma di psichiatria, per quanto in aspro contrasto con il pensiero corrente. Pertanto molti cosiddetti "antipsichiatri", inclusi psichiatri di opinioni non tradizionali, tendono a dissociarsi dal termine e dalle connotazioni negative che esso implica.

## Storia
Sin dalle sue origini, la psichiatria ha conosciuto una dialettica interna su diverse dimensioni professionali, variamente articolate nel corso del XIX secolo. Le dispute nell'Ottocento spesso riguardavano i diritti di custodia su quanti erano visti come "pazzi", rinchiusi nei diffusi "ricoveri per lunatici", e le interpretazioni teoriche divergenti dei problemi mentali. Uno degli argomenti dei critici era, ad esempio, che le nuove categorie di malattia mentale introdotte da Emil Kraepelin, e successivamente entrate nell'uso psichiatrico, avevano una loro base comportamentale anziché fisiopatologica o eziologica.
Negli anni venti del XX secolo, l'opposizione surrealista alla psichiatria venne espressa in numerose pubblicazioni surrealiste.
Gli anni trenta videro l'introduzione di pratiche mediche controverse, inclusa l'induzione di coma tramite elettroshock, insulinoterapia o altri farmaci, o l'asportazione di parti del cervello (lobotomia). Queste pratiche erano impiegate largamente dalla psichiatria ad ispirazione biologica, ma contemporaneamente venivano manifestate gravi preoccupazioni e forti opposizioni in considerazione di problemi etici, degli effetti dannosi e dell'abuso di tali pratiche.
Negli anni cinquanta furono sviluppati i primi psicofarmaci, in particolare l'antipsicotico clorpromazina, e lentamente il loro uso soppiantò le precedenti "terapie". Sebbene accettati come un significativo progresso clinico, non mancarono le posizioni critiche, dovute ai gravi effetti collaterali che occasionalmente si manifestavano, quali la discinesia tardiva. Cresceva inoltre l'opposizione all'uso degli ospedali psichiatrici, e si facevano strada tentativi di riportare le persone con problematiche psichiatriche nella comunità sociale, attraverso gruppi collaborativi autogestiti - comunità terapeutiche, basati su principi psicosociali.
Alla fine degli anni sessanta, il termine "antipsichiatria" (usato per la prima volta da David Cooper nel 1967) definiva un movimento eterogeneo che contrastava le teorie e pratiche fondamentali della psichiatria dominante. Gli psichiatri Ronald Laing, Theodore Lidz, Silvano Arieti e altri, riprendendo molte tesi psicologiche, argomentarono che la schizofrenia può essere compresa come un danno all'Io interiore inflitto da genitori "schizofrenogenici", psicologicamente invasivi. Arieti vinse l'American National Book Award nel campo della scienza per il suo lavoro "Interpretazione della Schizofrenia", in cui egli rifiuta il modello biologico di schizofrenia, e introduceva invece un approccio psicologico alla patologia.
In pieno periodo della Contestazione, lo psichiatra Thomas Szasz affermò che, a suo dire, l'espressione "malattia mentale" sarebbe una combinazione internamente incoerente di un concetto medico e uno psicologico, ma sarebbe popolare perché legittimava l'uso della psichiatria per controllare e limitare la devianza dalle norme sociali. Quanti aderivano a questa sua opinione facevano riferimento al "mito della malattia mentale", dal titolo del controverso libro di Szasz. In Italia si riferiscono a Thomas Szasz il professor Edelweiss Cotti di Bologna e il dottor Giorgio Antonucci di Firenze ed entrano anche in contatto diretto con lui. C'è da dire che sebbene il movimento originariamente descritto come antipsichiatrico venisse generalmente associato al movimento di controcultura degli anni sessanta, Szasz, Lidz e Arieti non aderirono mai ad esso. Michel Foucault, Erving Goffman e altri criticarono il potere e il ruolo della psichiatria nella società, incluso l'uso di "istituzioni totali", "etichettamento" e stigmatizzazione. Il romanzo Qualcuno volò sul nido del cuculo divenne un best seller (da cui fu tratto, il decennio successivo, l'omonimo film plurivincitore di premio Oscar), in risonanza con la preoccupazione pubblica circa la medicalizzazione forzata, e le vecchie pratiche, poi – in parte – superate, della lobotomia e dell'elettroshock.
L'osservazione degli abusi dell'Unione Sovietica inoltre portò alla messa in discussione della pratica psichiatrica ad uso politico nel mondo occidentale. In particolare, la diagnosi di "schizofrenia" assegnata artificiosamente per motivi politici a molti dissidenti portò alcuni a evidenziare la genericità diagnostica e l'uso punitivo dell'etichetta di schizofrenia. La stessa cosa avvenne durante le dittature di Augusto Pinochet e di Saddam Hussein dove gli oppositori vennero additati come affetti da deliri della depressione o di disturbi bipolari.
Nel tempo, la psichiatria articolò nuovi profili terapeutici; nuovi approcci professionali furono sviluppati come alternativa, o complemento, alle classiche terapie biopsichiatriche. Furono sviluppati modelli basati sul lavoro sociale, ad approccio umanistico-esistenziale, e su modelli di auto-aiuto. La psicoanalisi fu dibattuta sempre più, con alcuni indirizzi della ricerca che la ritenevano non scientifica. Contrariamente alla visione popolare, alcuni critici e biografi di Freud, come Alice Miller, Jeffrey Masson e Louis Breger, affermarono che Freud non aveva colto la natura del trauma psicologico.
Il movimento antipsichiatrico è stato spesso guidato da persone che avevano alle spalle esperienze negative di cura psichiatrica: vale a dire che sentivano di essere stati danneggiati dalla psichiatria, o che ritenevano che avrebbero forse potuto essere meglio aiutati da altri approcci. Tra di loro anche individui che erano stati inseriti in istituzioni psichiatriche con la forza fisica e sottoposti a cure o procedure coatte. Durante gli anni settanta, il movimento antipsichiatrico promosse l'eliminazione di molte pratiche che vedeva come abusi psichiatrici.
Il movimento dei diritti degli omosessuali si oppose alla classificazione dell'omosessualità come malattia mentale, e in un clima di acceso dibattito nel 1973/1974 l'American Psychiatric Association decise con una piccola maggioranza (58%) di rimuoverla dalle categorie nosografiche; ciononostante l'omosessualità egodistonica rimase fino al 1987. L'aumento di protezioni legali e professionali, e l'alleanza con movimenti per i diritti umani e per i diritti dei disabili, rafforzarono la teoria e la pratica antipsichiatrica.
In gran parte per vie separate, alcuni culti contemporanei e nuovi movimenti religiosi, in particolare Scientology, iniziarono a combattere aspetti della teoria e della pratica psichiatrica per poter più facilmente diffondere, oltre che proporre come possibile alternativa, i propri metodi di "auto-guarigione".
L'antipsichiatria, che si opponeva alla concezione "biomedica" della psichiatria (genetica, neurochimica e farmacologica), con sempre maggior enfasi criticò il crescente legame tra la psichiatria e l'industria farmaceutica: quest'ultima veniva accusata di avere un'influenza eccessiva sulla ricerca e sulla pratica psichiatrica. Cresceva anche l'opposizione del movimento antipsichiatrico alla codificazione e al potenziale abuso di diagnosi psichiatriche nei manuali, in particolare ad opera della American Psychiatric Association, che pubblica il Manuale diagnostico e statistico dei disturbi mentali.
Iniziarono a diffondersi, nella stessa psichiatria, i concetti di empowerment e la rilevanza della capacità di autogestirsi anche per i pazienti di maggiore gravità. Il nuovo approccio intendeva sfidare lo stigma e la discriminazione, incoraggiare le persone con problemi di salute mentale ad impegnarsi più pienamente nel lavoro e nella società, e coinvolgere nella valutazione di servizi sanitari mentali gli stessi utenti di quei servizi.

## Critiche scientifiche
La moderna pratica psichiatrica tenta di creare e utilizzare criteri diagnostici espliciti per le malattie mentali, come il Manuale diagnostico e statistico dei disturbi mentali (DSM). Questo metodo di pratica è spesso chiamato 'neo-kraepeliniano', da Emil Kraepelin, lo psichiatra che promosse tale approccio.
La quarta edizione del DSM è una lista di 374 condizioni cliniche. In essa, solo 2 – à savoir, il "disordine da stress post-traumatico" e il "disordine da identità dissociativa" – sono considerate psicogenetiche o causate da esperienze traumatiche: un punto di frattura con gli psichiatri critici è che gli psichiatri biologici sostengono che molti altri disturbi sono ad eziologia ignota o parzialmente ignota. Ad esempio, in una dichiarazione rilasciata nel settembre 2003 l'American Psychiatric Association, che rappresenta 36.000 psichiatri statunitensi, riconosce che «la scienza cerebrale non è avanzata al punto da permettere a scienziati o clinici di poter indicare lesioni patologiche discernibili o anomalie genetiche che di per sé servano come 'biomarcatori' affidabili o predittivi per un dato disordine mentale o gruppo di disordini mentali. […] I disordini mentali si dimostreranno molto probabilmente rappresentare disordini di comunicazione intracellulare, o disfunzioni del circuito neurale».
Alcune forme di psicopatologia, nei casi in cui esista l'indicazione terapeutica di efficacia, vengono trattate con psicofarmaci. Poiché nei casi più gravi, quando non vi è consapevolezza di malattia e vi sia necessità di cure indifferibili, le norme sul Trattamento sanitario obbligatorio prevedono che nell'interesse del paziente i trattamenti possano essere somministrati in maniera obbligata, secondo alcuni critici la mancanza di marcatori biologici oggettivi potrebbe costituire un punto di preoccupazione.
Alcuni critici indicano come motivo di potenziale preoccupazione il fatto che nell'ambito della Neuropsichiatria infantile alcune sindromi cliniche siano occasionalmente trattate, anche se solo in determinati casi e solo laddove vi sia una chiara evidenza clinica di efficacia, anche con un uso mirato e attento di psicofarmaci.

### La critica alla focalizzazione sui fattori biochimici
La focalizzazione che alcuni settori della ricerca psichiatrica hanno rispetto all'individuazione dei fattori neurofisiopatologici e biochimici relativi alla malattia mentale è considerata da alcuni critici ingiustificata. La maggior parte dei ricercatori e degli psichiatri ritiene che il fisiologico bilanciamento dei neurotrasmettitori nel cervello sia il maggior regolatore biologico della salute mentale. In tal senso, i normali processi psicoaffettivi sono correlati ad una normale processualità neurofisiologica, ma situazioni patologiche come la depressione clinica, riflettono una disregolazione neurochimica.
Gli psicofarmaci agiscono regolando i neurotrasmettitori, e l'approccio biopsichiatrico ritiene che il trattamento delle psicopatologie consista nella corretta modulazione degli eventuali deficit neurochimici.
Secondo alcuni critici, i farmaci attuali, specialmente i neurolettici (antipsicotici), mancherebbero di specificità. I critici sostengono che le ipotesi eziopatogenetiche biochimiche della psichiatria biologica non sarebbero, a loro dire, supportate da prove sufficienti.

### La critica alla concentrazione sui fattori genetici
I fattori genetici e ambientali appaiono entrambi di vitale importanza nel determinare lo stato mentale: dunque alcuni fattori genetici possono predisporre le persone a particolari malattie mentali.
Ad oggi però solo alcune alterazioni genetiche sono state individuate come causalmente responsabili, in maniera diretta ed univoca, di condizioni psichiatriche.
La ragione dell'attuale scarsa comprensione dell'eziologia genetica è che i legami tra geni e stati mentali patologici appaiono altamente complessi, coinvolgendo estese influenze ambientali, e possono essere mediati in molti modi differenti; ad esempio dalla personalità, il temperamento o gli eventi di vita. Quindi, mentre studi genetici su gemelli e altre ricerche suggeriscono che alcune dimensioni psicologiche sono ereditabili almeno per un certo livello, le basi genetiche di specifici tratti di personalità o temperamento, e i loro legami con i problemi di salute mentale non sono attualmente chiari.
Alcuni critici sostengono che certi psichiatri interpreterebbero in maniera troppo rigida i rapporti causali in genetica medica; ad esempio, riferendosi a scoperte di determinate basi genetiche come causa univoca di specifiche patologie, piuttosto che valutare in maniera più ampia il ruolo dei fattori genetici come concausa di processi neuropsichiatrici che possono generare alcuni problemi con maggiore probabilità in determinati contesti più che in altri.
Alcuni sostengono che le differenze biochimiche osservate in alcune malattie mentali non siano la causa del problema, ma piuttosto l'effetto di una condizione causata da una dinamica psicologica. Altri autori ancora sostengono che a loro dire non sarebbe coinvolta una componente genetica significativa nell'eziologia, suggerendo che gli schemi di trasmissione genetica familiare siano neutrali in confronto all'eziologia ambientale, ed all'influenza dei contesti di vita familiari o sociali disfunzionali.

### La critica ai concetti di normalità e malattia
I critici in genere non negano il fatto che alcune persone abbiano gravi problemi emotivi o psicologici, o che alcune psicoterapie funzionino efficacemente per risolvere vari problemi. In genere sono in disaccordo con gli psichiatri sulla causa di questi problemi; sull'appropriatezza di caratterizzare questi problemi come malattie; infine su quali siano le opzioni più appropriate di gestione.
Una preoccupazione dell'antipsichiatria è che il grado individuale di condivisione di valori comunitari o maggioritari possa eventualmente essere usato per determinare il livello di "normalità" del singolo.
Inoltre, alcuni ritengono di essere stati indebitamente "patologizzati". Ad esempio, alcune persone cui è stata diagnosticata la sindrome di Asperger o l'autismo sostengono questa posizione (vedi il movimento per i diritti degli autistici). Tra i genitori di bambini con diagnosi di autismo, ce ne sono alcuni che dicono di stimare l'unicità dei propri bambini e non desiderano una "cura" per il loro autismo ad alto funzionamento. La comunità autistica ha coniato numerosi termini che sembrano formare le basi di un nuovo ramo dell'identità politica; termini come "neurodiversità", "neurotipico" e "neurodivergente".
Un altro esempio a testimonianza della assenza di una demarcazione chiara, netta e distinta tra persona ‘normale’ e persona ‘mentalmente disturbata’, fu il cosiddetto esperimento di Rosenhan, in cui uno psicologo e dei suoi collaboratori si finsero malati di mente, al fine di essere internati in alcune strutture psichiatriche; una volta entrati nei suddetti luoghi, si comportarono normalmente come se niente fosse. Nessuno si rese conto che codesti erano dei ‘falsi pazienti’, e tutti vennero dimessi solamente dopo un lungo periodo, ovviamente etichettati con una diagnosi di grave malattia mentale, come la schizofrenia, in fase di remissione.

### Dimensioni epistemologiche della psichiatria
Molte delle questioni sopra riportate portano alla vecchia tesi del movimento antipsichiatrico che la psichiatria non condivida lo statuto epistemologico di altri settori scientifici.
Secondo la filosofia della scienza, perché una teoria possa qualificarsi come hard science deve esibire le seguenti caratteristiche:
- parsimonia: non dev'essere più complessa di quanto il fenomeno da spiegare non richieda (vedi il Rasoio di Occam);
- dev'essere empiricamente testabile e falsificabile (vedi falsificabilità);
- dev'essere modificabile: ovvero, se necessario, la teoria può essere modificata se vengono scoperti nuovi dati;
- dev'essere progressiva: consentire cioè le descrizioni di successo precedenti, e spiegare ed aggiungere altro;
- dev'essere provvisoria: non deve cioè sostenere di essere la descrizione o spiegazione finale di un insieme di fenomeni.

Secondo alcuni critici, la psichiatria non si qualificherebbe come una scienza per alcuni dei punti sopra citati: la maggioranza delle ipotesi biologiche in psichiatria - essi sostengono - sarebbero non testabili, e quindi non falsificabili.

## Critiche al "labelling"
Tale critica si rivolge ai problemi universalmente riconosciuti riguardo all'affidabilità e validità delle diagnosi psichiatriche, sia in circostanze ideali controllate (Williams et al, 1992) che, soprattutto, nella pratica clinica quotidiana (McGorry et al, 1995). I criteri dei principali manuali diagnostici DSM e ICD, affermano i critici, sarebbero inadeguati (van Os et al. 1999).
Alcuni psichiatri notano che la comorbilità, cioè la condizione per cui un individuo soddisfa contemporaneamente i criteri per due o più disturbi, è la norma, e non l'eccezione: in diversi casi c'è sovrapposizione parziale tra stati patologici distinti, variamente correlati tra loro.
L'antipsichiatria sostiene altresì che esistano problemi nell'uso di criteri diagnostici standard in differenti Paesi, culture, generi o gruppi etnici. I critici sostengono che le diagnosi e le pratiche di una psichiatria occidentale, bianca, a dominio maschile potrebbero creare delle asimmetrie verso altri gruppi socio-culturali. Ad esempio, degli studi mostrano che gli afroamericani riceverebbero una diagnosi di schizofrenia più spesso che i bianchi e le donne più degli uomini. Negli ultimi anni, la crescita di interesse della psichiatria per i temi della psichiatria culturale, e di come incorporarla al meglio nell'ambito delle pratiche cliniche, è nata proprio in risposta a queste problematiche.
Lo stesso etichettamento di un comportamento come malattia mentale potrebbe in alcuni casi avere conseguenze potenzialmente deleterie, innescando cioè dinamiche sociali e psicologiche in grado di provocare un'escalation negativa. Questa concezione si ispira alla cosiddetta teoria dell'etichettamento, nata nell'ambito della criminologia ed applicata per la prima volta alla malattia mentale dal sociologo Thomas Scheff, nello studio "Being Mentally Ill" del 1966.

## Critica del rapporto tra psichiatria e industria farmaceutica
La ricerca clinica ha dimostrato che numerose molecole di interesse psicofarmacologico hanno un'efficacia ben dimostrata nel migliorare o gestire diversi disturbi psichiatrici. Questo include un insieme di diversi gruppi di sostanze, cui ci si riferisce, tra le altre, come antidepressivi, tranquillanti e neurolettici.
Secondo alcuni critici, le attuali cure psichiatriche non sarebbero però ancora sufficientemente specifiche per particolari disturbi mentali, come invece sostenuto dalla comunità scientifica della corrente prevalente, e gli psicofarmaci non correggerebbero adeguatamente squilibri chimici misurabili nel cervello, e indurrebbero - come del resto tutti gli altri farmaci - anche effetti collaterali indesiderati.
L'influenza dell'industria farmaceutica e il potenziale conflitto di interesse di alcuni medici sono altre questioni importanti, secondo il movimento antipsichiatrico. L'industria farmaceutica è una delle più potenti e con maggiori profitti, ed esisterebbero molti legami finanziari e professionali tra la medicina e le case farmaceutiche. Queste ultime finanziano costantemente molta della ricerca condotta da medici e psichiatri; reclamizzano i propri farmaci in giornali e conferenze psichiatriche, e possono contribuire a organizzazioni psichiatriche nonché campagne di sensibilizzazione per la salute. Joe Sharkey e altri critici dell'industria psicofarmaceutica affermano che alcuni psichiatri, che promuovono, autorizzano il commercio, o prescrivono determinati farmaci ai loro pazienti, sarebbero in alcuni casi anche membri, consiglieri speciali o azionisti di organizzazioni farmaceutiche, o organizzazioni a loro associate.
Vi sarebbero prove che i risultati della ricerca e la prescrizione di farmaci ne possano venire influenzati. Un'inchiesta parlamentare trasversale del Regno Unito sull'influenza dell'industria farmaceutica nel 2005 ha concluso: che "l'influenza dell'industria farmaceutica è tale da dominare la pratica clinica" (pagina 100) e che ci sono seri malfunzionamenti nella regolazione dell'uso dei farmaci, tanto da denunciare "la crescente medicalizzazione della società" (pagina 101). L'organizzazione della campagna No Free Lunch descrive la diffusa accettazione da parte dei professionisti medici di regali dalle industrie farmaceutiche e l'effetto di ciò sulla pratica psichiatrica. È stata inoltre segnalata la pratica di articoli creati da ghost writer delle industrie farmaceutiche, che verrebbero poi presentati come scritti da clinici.
Un argomento della critica antipsichiatrica è che il numero di prescrizioni di psicofarmaci è cresciuto significativamente dagli anni cinquanta ad oggi. Negli Stati Uniti gli antidepressivi e i tranquillanti sono ora la classe più venduta tra i farmaci che richiedono prescrizione, e anche i neurolettici e altri psicofarmaci si situano vicino al vertice, tutti con vendite in espansione.

## Critiche a trattamenti obsoleti
Alcuni vecchi e controversi trattamenti psichiatrici hanno ricevuto numerose critiche, e sono infatti attualmente caduti in totale disuso (come la lobotomia), o profondamente ridotti e mutati (come la terapia elettroconvulsivante).
Nonostante i potenziali effetti collaterali, soprattutto amnesici, l'uso dell'elettroshock (evolutosi tecnicamente rispetto alle forme tradizionali, e chiamato ora terapia elettroconvulsivante, o TEC) è utilizzata in diversi paesi del mondo per alcune psicopatologie gravi.
Tali pratiche sono comunque molto più limitate che in passato: "Negli Stati Uniti, il 92% degli psichiatri non usa la TEC. E la terapia è usata da una minoranza di psichiatri in altri Paesi".
In Clinical Psychiatric News, marzo 1983, Sidney Samant, M.D., afferma che "la Terapia elettroconvulsivante in effetti può essere definita come un tipo controllato di danno al cervello prodotto per via elettrica". Comunque, una ricerca sistematica del 2003 ha concluso che, nonostante questi rischi, la TEC "è un efficace trattamento a breve termine per la depressione".

## Critiche alla psichiatria forense
Gli psichiatri spesso sono chiamati a stabilire, nell'esercizio della psichiatria forense, in qualità di periti, se un individuo sia o meno mentalmente idoneo ad affrontare un processo, e idoneo ad essere punito (è la cosiddetta difesa per infermità mentale), nonché se – nel momento in cui veniva consumato il reato –, fosse o meno imputabile per infermità di mente (o se queste condizioni esistessero ma in misura parziale: in questo caso si applica uno sconto di pena).
Vi sono critiche e contestazioni, perfino da parte di alcuni professionisti della salute mentale, sul modo in cui ciò viene fatto.
Sin dagli anni sessanta Thomas Szasz ha affermato che, poiché la malattia mentale sarebbe, a suo dire, un concetto incoerente, la difesa per infermità mentale dovrebbe essere abolita. Giorgio Antonucci sostiene che non basta dire che il concetto di malattia mentale è un concetto incoerente, ma si dovrebbe aggiungere che è un concetto del tutto arbitrario, che può essere applicato o negato alla stessa persona nello stesso momento. La maggioranza dei colleghi, favorevoli all'attuale uso della psichiatria, non accetta, però, questa critica. È anche talvolta oggetto di critica la possibilità da parte dei periti psichiatrici di stabilire se un soggetto avesse in un determinato momento precedente una malattia tale da renderlo infermo di mente e non punibile.
Altri critici sostengono inoltre che la reclusione in un ospedale psichiatrico, o in un ospedale psichiatrico giudiziario, misura di sicurezza che può essere disposta senza un processo e senza possibilità di difesa, potrebbe secondo loro a volte avvenire in condizioni peggiori di quelle della detenzione per un reato in un normale carcere, poiché in quest’ultimo caso, è obbligatorio – per legge –, che ci sia un processo e che l’imputato abbia diritto a un avvocato difensore, anche se non se lo può permettere.
Un'altra critica è rivolta al concetto di semi-infermità mentale. Tale concetto è ritenuto piuttosto incomprensibile da quanti sostengono che una persona non sana sia per definizione inferma (al limite con vari gradi di gravità), e che quindi non possa esistere qualcosa di concettualmente diverso come la seminfermità. La seminfermità viene spesso evocata dall'avvocato difensore dell'imputato, perché se riconosciuta consente spesso di evitare il carcere e altre pene (in quanto l'imputato non è o non era sano, e quindi non è condannabile), e allo stesso tempo di evitare le disposizioni che vengono prese nei confronti degli infermi mentali, come l'internamento in ospedale psichiatrico giudiziario (in quanto l'imputato non era e non è infermo mentale). L'esito del processo in questi casi dipende molto dalla relazione dei periti, non di rado portando ad esiti che appaiono sconcertanti all'opinione pubblica, come nei casi di Pietro Maso e di Erica e Omar, e a volte con esiti molto diversi nei vari gradi di giudizio).

## Critiche ai trattamenti sanitari obbligatori
La psichiatria, sostiene la critica antipsichiatrica, è in prima fila nella pratica della cura per la malattia mentale nei reparti psichiatrici; ma a volte proprio in tale ambito si rende necessaria la proposta di accertamenti o trattamenti sanitari obbligatori, in situazioni legalmente sancite, per effettuare interventi terapeutici a favore di pazienti con uno stato volitivo o un contatto con la realtà gravemente alterato dalla severità della patologia, soprattutto in certe fasi acute.
Alcuni critici sostengono che questa pratica sarebbe, in linea teorica, idealmente contraria a uno dei pilastri delle società aperte: i principi di John Stuart Mill, come avanzati nel suo lavoro fondativo riguardo al concetto di libertà. Mill argomenta che la società non dovrebbe mai usare la coercizione per soggiogare un individuo se questi non ha fatto del male a nessuno.
Alternative all'ospedalizzazione, in senso più ampio, includono lo sviluppo di risposte non mediche alle crisi nella comunità, come ad esempio a partire dalla storica esperienza di Geel, in Belgio.

### Testi di area antipsichiatrica
- (EN) David Cooper, Psychiatry and Anti-Psychiatry, New York, Ballantine Books, 1971, ISBN 978-03-4502-190-8.
- David Cooper, Psichiatria e antipsichiatria, Roma, Armando, 1978.
- Erving Goffman, Asylums. Le istituzioni totali: i meccanismi dell'esclusione e della violenza (PDF), Torino, Einaudi, 1968.
- Franca Ongaro Basaglia (a cura di), Franco Basaglia, scritti 1953-1980, Torino, Einaudi, 1981-82.
- Franco Basaglia (a cura di), Che cos'è la psichiatria?, Milano, Baldini Castoldi Dalai, 1967.
- Franco Basaglia (a cura di), L'istituzione negata. Rapporto da un ospedale psichiatrico, Baldini&Castoldi.
- Gianna Schiavetti, La schizofrenia non esiste, e se esistesse io vorrei averla, collana Eretica, Stampa Alternativa, 2008, ISBN 978-88-6222-037-8.
- Gilles Deleuze e Félix Guattari, L'Anti-Edipo. Capitalismo e schizofrenia (PDF), Torino, Einaudi, 1975 (archiviato dall'url originale il 13 giugno 2024).
- Giorgio Antonucci, Il pregiudizio psichiatrico, Milano, Elèuthera, 1989.
- Giovanni Jervis, Manuale critico di psichiatria, Milano, Feltrinelli, 1975, ISBN 88-07-22309-0.
- Jan Foudraine, Chi è di legno, traduzione di Silvia Stefani, Milano, Mondadori, 1975.
- Laura Forti (a cura di), L'altra pazzia. Mappa antologica della psichiatria alternativa, Milano, Feltrinelli, 1975.
- Michel Foucault, Storia della follia nell'età classica (PDF), Milano, Rizzoli, 1963.
- Morton Schatzman, La famiglia che uccide (PDF), Milano, Feltrinelli, 1973 (archiviato dall'url originale il 12 agosto 2023).
- Ronald Laing e Aaron Esterson, Normalità e follia nella famiglia. Undici storie di donne, Torino, Einaudi, 1970.
- Thomas Szasz, Il mito della malattia mentale. Fondamenti per una teoria del comportamento individuale, Milano, Il Saggiatore, 1966.